# Instituto profesional
Un Instituto Profesional (IP) es una institución de la educación superior chilena, destinada a la formación de profesionales con los conocimientos necesarios para el ejercicio de su respectiva actividad. Pueden impartir carreras profesionales y carreras técnicas, sólo podrán otorgar título profesional o título de grado de aquéllos que no requieran licenciatura, y también otorgar títulos técnicos de nivel superior en las áreas en que otorgan los centros de formación técnica. A diferencia de las universidades, los institutos profesionales no entregan el título de grado académico ni el de licenciado. Estas instituciones son el equivalente al college en otros países.

## Antecedentes
Los Institutos Profesionales (IP) en conjunto con los Centros de Formación Técnica (CFT) fueron establecidos en la Constitución por el decreto de fuerza de ley 5 del Ministerio de Educación, el 5 de febrero de 1981.

## Normativa
Para ingresar a un instituto profesional, cada institución deberá definir el proceso de postulación, admisión y matrícula. Adicionalmente, el postulante deberá presentar su licencia de estudios secundarios completados y según sea el caso, también presentar certificado por haber rendido la prueba estandarizada vigente para el ingreso a la educación superior .
Los institutos profesionales podrán admitir alumnos provenientes de cualquier lugar del país. Dichos alumnos deberán ser egresados de la enseñanza media o tener estudios equivalentes. Los alumnos extranjeros deberán cumplir con los requisitos y exigencias que señalen los estatutos o reglamentos de cada instituto profesional.
Las universidades reglamentarán un sistema que permita a los profesionales titulados en los institutos profesionales y que cumplan con los requisitos que aquéllas determinen, ingresar a un programa en la universidad conducente a obtener el grado académico de magíster y, posteriormente, el de doctor.